# Favoriten
Favoriten este un cartier al Vienei.

## Politică
Favoriten trece drept un cartierul muncitoresc, de aceea partidele SPÖ și FPÖ sunt foarte bine reprezentate.

### Primar
Primarul Favoritenului este Hermine Mospointner, membru al SPÖ.

### Consiliu
- SPÖ 36
- FPÖ 12
- ÖVP 7
- Verzii 5